# Læsøtårnet
Læsøtårnet er et 17 meter højt udsigtstårn, beliggende i byen Byrum på øen Læsø i Kattegat. Tårnet blev opført i 1927 af træskomager Thorvald Hansen. Han byggede tårnet af hjemmestøbte mursten.